# Божена Дубска-Бижић
Божена Дубска - Бижић (Праг, 1894- Нови Сад, 1976.) је оперска и концертна певачица, као и музички педагог. Била је позната солисткиња новосадске Опере, али и истакнути педагог, која је ишколовала многе новосадске оперске и концертне певаче.

## Биографија
Божена Дубска - Бижић је рођена у Чешкој у Прагу, ту је завршила основну школу и гимназију. Након гимназије завршила је и конзерватоијум (Високу музичку школу) у класи музичког педагога Буријана. Први наступ јој је био 1916. године на оперској сцени у Брну. У Новом Саду је наступала заједно са својом сестром Карлом  у новосадској Опери, која је ангажовала школоване оперске певаче из иностранства. Божена је била цењена солисткиња, сопран и имала наклоност од стране публике и увек је имала  позитивне критике. Када је новосадска опера престала са радом 1924. године, тада се прекида и њена каријера. Тридесетих година 20. века Божену ангажују оперске куће у Београду и Загребу.  Она је певала и у многим градовима у Чешкој, као што су Праг, Брно, Оломоуц и Острава. На новосадској оперској сцени последњи пут је певала улогу Леоноре у Трубадуру 1951. године. Њен глас је сачуван на снимцима Радио Београда и Радио Новог Сада. Божена почиње каријеру  педагога, јер није могла да настави каријеру оперске певачице из породичних разлога. Пошто је одлучила да остане у Новом Саду, запослила се као наставница у Музичкој школи "Исидор Бајић"  солопевачког одсека од 1946. године до пензионисања.
Божена је имала два брака. Из брака са доктором Пером Адамовићем има ћерку. Божена је преминула у Новом Саду 1976. године, где је и сахрањена.

### Најпознатије роле
- Тоска (Тоска)
- Шарлота (Вертер)
- Елеонора (Трубадур)
- Марженка (Продана невеста)
- Маргарета (Фауст)
- Ћо-Ћо-Сан (Мадам Батерфлај)
- Дијана (Орфеј у паклу)